# طرخشقون أصعل
طرخشقون أصعل أو طرخشقون صغير الرأس (باللاتينية: Taraxacum microcephalum ) هو نوع نباتي يتبع جنس الطرخشقون من القبيلة الشيكورية.